# Az Amerikai Egyesült Államok a 2011-es úszó-világbajnokságon
Az Amerikai Egyesült Államok a 2011-es úszó-világbajnokságon 101 sportolóval vett részt.

## Érmesek
|    | Nemzet           | Arany | Ezüst | Bronz | Összesen |
| 1. | Egyesült Államok | 17    | 6     | 9     | 32       |

| Érem      | Név | Esemény                            | Idő               | Dátum      |
| --------- | --- | ---------------------------------- | ----------------- | ---------- |
| Aranyérem | Andrew Gemmell Sean Ryan Ashley Twichell                                                                           | Csapat hosszútávúszás              | 57:00.6           | július 21. |
| Aranyérem | Dana Vollmer | Női 100 méteres pillangóúszás      | 56.87             | július 25. |
| Aranyérem | Ryan Lochte | Férfi 200 méteres gyorsúszás       | 1:44.44           | július 26. |
| Aranyérem | Rebecca Soni | Női 100 méteres mellúszás          | 1:05.05           | július 26. |
| Aranyérem | Michael Phelps | Férfi 200 méteres pillangóúszás    | 1:53.34           | július 27. |
| Aranyérem | Ryan Lochte | Férfi 200 méteres vegyesúszás      | 1:54.00 (WR)      | július 28. |
| Aranyérem | Missy Franklin Dagny Knutson Katie Hoff Allison Schmitt Jasmine Tosky                                              | Női 4 × 200 méteres gyorsváltó     | 7:46.14           | július 28. |
| Aranyérem | Ryan Lochte | Férfi 200 méteres hátúszás         | 1:52.96           | július 29. |
| Aranyérem | Rebecca Soni | Női 200 méteres mellúszás          | 2:21.47           | július 29. |
| Aranyérem | Michael Phelps Peter Vanderkaay Ricky Berens Ryan Lochte David Walters Conor Dwyer                                 | Férfi 4 × 200 méteres gyorsváltó   | 7:02.67           | július 29. |
| Aranyérem | Missy Franklin | Női 200 méteres hátúszás           | 2:05.10 (AM) (NR) | július 30. |
| Aranyérem | Michael Phelps | Férfi 100 méteres pillangóúszás    | 50.71             | július 30. |
| Aranyérem | Natalie Coughlin Rebecca Soni Dana Vollmer Missy Franklin Elizabeth Pelton Christine Magnuson Amanda Weir          | Női 4 × 100 méteres vegyes váltó   | 3:52.36 (AM) (NR) | július 30. |
| Aranyérem | Jessica Hardy | Női 50 méteres mellúszás           | 30.19             | július 31. |
| Aranyérem | Ryan Lochte | Férfi 400 méteres vegyesúszás      | 4:07.13           | július 31. |
| Aranyérem | Elizabeth Beisel                                                                                                   | Női 400 méteres vegyesúszás        | 4:31.78           | július 31. |
| Aranyérem | Nick Thoman Mark Gangloff Michael Phelps Nathan Adrian David Plummer Eric Shanteau Tyler McGill Garrett Weber-Gale | Férfi 4 × 100 méteres vegyes váltó | 3:32.06           | július 31. |
| Ezüstérem | David Boudia | Férfi 10 méteres toronyugrás       | 544.25            | július 24. |
| Ezüstérem | Natalie Coughlin Missy Franklin Jessica Hardy Dana Vollmer Amanda Weir Kara Lynn Joyce                             | Női 4 × 100 méteres gyorsváltó     | 3:34.47           | július 24. |
| Ezüstérem | Michael Phelps | Férfi 200 méteres gyorsúszás       | 1:44.79           | július 26. |
| Ezüstérem | Michael Phelps | Férfi 200 méteres vegyesúszás      | 1:54.16           | július 28. |
| Ezüstérem | Tyler Clary | Férfi 400 méteres vegyesúszás      | 4:11.17           | július 31. |
| Bronzérem | Ashley Twichell | Női 5 kilométeres hosszútávúszás   | 1:00:40.2         | július 22. |
| Bronzérem | Michael Phelps Garrett Weber-Gale Jason Lezak Nathan Adrian Ryan Lochte Scot Robison David Walters                 | Férfi 4 × 100 méteres gyorsváltó   | 3:11.96           | július 24. |
| Bronzérem | Ariana Kukors | Női 200 méteres vegyesúszás        | 2:09.12           | július 25. |
| Bronzérem | Natalie Coughlin                                                                                                   | Női 100 méteres hátúszás           | 59.15             | július 26. |
| Bronzérem | Missy Franklin | Női 50 méteres hátúszás            | 28.01             | július 28. |
| Bronzérem | Tyler Clary | Férfi 200 méteres hátúszás         | 1:54.69           | július 29. |
| Bronzérem | Tyler McGill | Férfi 100 méteres pillangóúszás    | 51.26             | július 30. |
| Bronzérem | Kate Ziegler | Női 800 méteres gyorsúszás         | 8:23.36           | július 30. |
| Bronzérem | Rebecca Soni | Női 50 méteres mellsúszás          | 30.58             | július 31. |

## Műugrás
Férfi
| Versenyző(k)               | Esemény                        | Selejtező | Selejtező | Elődöntő          | Elődöntő          | Döntő             | Döntő             |
| Versenyző(k)               | Esemény                        | Pont      | Helyezés  | Pont              | Helyezés          | Pont              | Helyezés          |
| -------------------------- | ------------------------------ | --------- | --------- | ----------------- | ----------------- | ----------------- | ----------------- |
| Chris Colwill              | Férfi 1 méteres műugrás        | 387.80    | 5 Q       |                   |                   | 427.15            | 4                 |
| Aaron Fleshner             | Férfi 1 méteres műgrás         | 373.20    | 9 Q       |                   |                   | 364.60            | 9                 |
| Troy Dumais                | Férfi 3 méteres műugrás        | 434.95    | 9 Q       | 466.80            | 5 Q               | 479.45            | 5                 |
| Kristian Ipsen             | Férfi 3 méteres műugrás        | 370.60    | 31        | Nem jutott tovább | Nem jutott tovább | Nem jutott tovább | Nem jutott tovább |
| David Boudia               | Férfi 10 méteres toronyugrás   | 474.80    | 7 Q       | 486.30            | 4 Q               | 544.25            | Ezüstérem         |
| Nick McCrory               | Férfi 10 méteres toronyugrás   | 509.00    | 3 Q       | 458.50            | 7 Q               | 501.65            | 6                 |
| Troy Dumais Kristian Ipsen | Férfi 10 méteres szinkronugrás | 410.64    | 4 Q       |                   |                   | 429.06            | 4                 |
| David Boudia Nick McCrory  | Férfi 10 méteres szinkronugrás | 447.21    | 2 Q       |                   |                   | 420.69            | 5                 |

Női
| Versenyző(k)                   | Esemény                      | Selejtező | Selejtező | Elődöntő | Elődöntő | Döntő             | Döntő             |
| Versenyző(k)                   | Esemény                      | Pont      | Helyezés  | Pont     | Helyezés | Pont              | Helyezés          |
| ------------------------------ | ---------------------------- | --------- | --------- | -------- | -------- | ----------------- | ----------------- |
| Abby Johnston                  | Női 1 méteres műugrás        | 282.40    | 4 Q       |          |          | 282.85            | 6                 |
| Kelci Bryant                   | Női 1 méteres műugrás        | 257.00    | 11 Q      |          |          | 274.25            | 9                 |
| Kelci Bryant                   | Női 3 méteres műugrás        | 313.65    | 8 Q       | 335.25   | 5 Q      | 322.95            | 7                 |
| Christina Loukas               | Női 3 méteres műugrás        | 321.60    | 6 Q       | 328.95   | 6 Q      | 350.10            | 4                 |
| Jessica Parratto               | Női 10 méteres toronyugrás   | 273.35    | 17 Q      | 294.25   | 15       | Nem jutott tovább | Nem jutott tovább |
| Brittany Viola                 | Női 10 méteres toronyugrás   | 279.15    | 14 Q      | 305.70   | 12 Q     | 308.05            | 10                |
| Kassidy Cook Christina Loukas  | Női 3 méteres szinkronugrás  | 276.90    | 6 Q       |          |          | 288.00            | 7                 |
| Mary Beth Dunnichay Anna James | Női 10 méteres szinkronugrás | 272.10    | 9 Q       |          |          | 278.22            | 11                |

## Hosszútávúszás
Férfi
| Versenyző      | Esemény                             | Döntő        | Döntő        |
| Versenyző      | Esemény                             | Idő          | Helyezés     |
| -------------- | ----------------------------------- | ------------ | ------------ |
| Andrew Gemmell | Férfi 5 kilométeres hosszútávúszás  | 56:24.8      | 5            |
| Sean Ryan      | Férfi 5 kilométeres hosszútávúszás  | 56:30.1      | 11           |
| Sean Ryan      | Férfi 10 kilométeres hosszútávúszás | 1:55:35.7    | 25           |
| Alex Meyer     | Férfi 10 kilométeres hosszútávúszás | 1:54:33.1    | 4            |
| Alex Meyer     | Férfi 25 kilométeres hosszútávúszás | Visszalépett | Visszalépett |

Női
| Versenyző          | Esemény                           | Döntő        | Döntő        |
| Versenyző          | Esemény                           | Idő          | Helyezés     |
| ------------------ | --------------------------------- | ------------ | ------------ |
| Ashley Twichell    | Női 5 kilométeres hosszútávúszás  | 1:00:40.2    | Bronzérem    |
| Eva Fabian         | Női 5 kilométeres hosszútávúszás  | 1:00:50.0    | 12           |
| Eva Fabian         | Női 10 kilométeres hosszútávúszás | 2:05:41.9    | 30           |
| Christine Jennings | Női 10 kilométeres hosszútávúszás | 2:02:24.6    | 13           |
| Claire Thompson    | Női 25 kilométeres hosszútávúszás | DNF          | DNF          |
| Haley Anderson     | Női 25 kilométeres hosszútávúszás | Visszalépett | Visszalépett |

Csapat
| Versenyzők                                | Esemény               | Döntő   | Döntő     |
| Versenyzők                                | Esemény               | Idő     | Helyezés  |
| ----------------------------------------- | --------------------- | ------- | --------- |
| Andrew Gemmell Ashleyn Twichell Sean Ryan | Csapat hosszútávúszás | 57:00.6 | Aranyérem |

## Úszás
Férfi
| Versenyző(k) | Esemény                            | Selejtező | Selejtező | Elődöntő          | Elődöntő          | Döntő             | Döntő             |
| Versenyző(k) | Esemény                            | Idő       | Helyezés  | Idő               | Helyezés          | Idő               | Helyezés          |
| --- | ---------------------------------- | --------- | --------- | ----------------- | ----------------- | ----------------- | ----------------- |
| Nathan Adrian | Férfi 50 méteres gyorsúszás        | 22.03     | 2 Q       | 21.94             | 3 Q               | 21.93             | 4                 |
| Nathan Adrian | Férfi 100 méteres gyorsúszás       | 48.62     | 8 Q       | 48.05             | 2 Q               | 48.23             | 6                 |
| Cullen Jones | Férfi 50 méteres gyorsúszás        | 22.37     | 20        | Nem jutott tovább | Nem jutott tovább | Nem jutott tovább | Nem jutott tovább |
| Cullen Jones | Férfi 50 méteres pillangóúszás     | 24.19     | 23        | Nem jutott tovább | Nem jutott tovább | Nem jutott tovább | Nem jutott tovább |
| Jason Lezak | Férfi 100 méteres gyorsúszás       | 49.03     | 20        | Nem jutott tovább | Nem jutott tovább | Nem jutott tovább | Nem jutott tovább |
| Ryan Lochte | Férfi 200 méteres gyorsúszás       | 1:46.34   | 1 Q       | 1:46.11           | 3 Q               | 1:44.44           | Aranyérem         |
| Ryan Lochte | Férfi 200 méteres hátúszás         | 1:57.34   | 4 Q       | 1:55.65           | 1 Q               | 1:52.96           | Aranyérem         |
| Ryan Lochte | Férfi 200 méteres vegyesúszás      | 1:59.04   | 4 Q       | 1:56.74           | 1 Q               | 1:54.00 (WR)      | Aranyérem         |
| Ryan Lochte | Férfi 400 méteres vegyesúszás      | 4:11.89   | 1 Q       |                   |                   | 4:07.13           | Aranyérem         |
| Michael Phelps | Férfi 200 méteres gyorsúszás       | 1:46.98   | 5 Q       | 1:46.91           | 5 Q               | 1:44.79           | Ezüstérem         |
| Michael Phelps | Férfi 100 méteres pillangóúszás    | 51.95     | 5 Q       | 51.47             | 1 Q               | 50.71             | Aranyérem         |
| Michael Phelps | Férfi 200 méteres pillangóúszás    | 1:56.77   | 11 Q      | 1:54.85           | 3 Q               | 1:53.34           | Aranyérem         |
| Michael Phelps | Férfi 200 méteres vegyesúszás      | 1:59.48   | 8 Q       | 1:57.26           | 2 Q               | 1:54.16           | Ezüstérem         |
| Charlie Houchin | Férfi 400 méteres gyorsúszás       | 3:48.80   | 14        |                   |                   | Nem jutott tovább | Nem jutott tovább |
| Peter Vanderkaay | Férfi 400 méteres gyorsúszás       | 3:45.02   | 2 Q       |                   |                   | 3:44.83           | 4                 |
| Peter Vanderkaay | Férfi 800 méteres gyorsúszás       | 7:49.13   | 6 Q       |                   |                   | 7:46.64           | 7                 |
| Peter Vanderkaay | Férfi 1500 méteres gyorsúszás      | 14:54.99  | 3 Q       |                   |                   | 15:00.47          | 6                 |
| Chad LaTourette | Férfi 800 méteres gyorsúszás       | 7:49.94   | 8 Q       |                   |                   | 7:46.52           | 6                 |
| Chad LaTourette | Férfi 1500 méteres gyorsúszás      | 14:55.59  | 4 Q       |                   |                   | 14:52.36          | 5                 |
| David Plummer | Férfi 50 méteres hátúszás          | 25.22     | 8 Q       | 25.03             | 5 Q               | 24.92             | 5                 |
| David Plummer | Férfi 100 méteres hátúszás         | 53.68     | 3 Q       | 53.30             | 4 Q               | 53.04             | 5                 |
| Nick Thoman | Férfi 50 méteres hátúszás          | 25.22     | 8 Q       | 25.03             | 5 Q               | 25.01             | 6                 |
| Nick Thoman | Férfi 100 méteres hátúszás         | 54.13     | 10 Q      | 53.49             | 6 Q               | 53.01             | 4                 |
| Tyler Clary | Férfi 200 méteres hátúszás         | 1:56.32   | 1 Q       | 1:56.00           | 3 Q               | 1:54.69           | Bronzérem         |
| Tyler Clary | Férfi 200 méteres pillangóúszás    | 1:55.95   | 4 Q       | 1:56.01           | 9                 | Nem jutott tovább | Nem jutott tovább |
| Tyler Clary | Férfi 400 méteres vegyesúszás      | 4:14.98   | 4 Q       |                   |                   | 4:11.17           | Ezüstérem         |
| Mark Gangloff | Férfi 50 méteres mellúszás         | 27.49     | 4 Q       | 27.57             | 8 Q               | 27.58             | 6                 |
| Mark Gangloff | Férfi 100 méteres mellúszás        | 1:00.29   | 6 Q       | 1:00.19           | 6 Q               | 8                 | 1:00.52           |
| Mihail Alekszandrov | Férfi 100 méteres mellúszás        | 1:01.41   | 25        | Nem jutott tovább | Nem jutott tovább | Nem jutott tovább | Nem jutott tovább |
| Eric Shanteau | Férfi 200 méteres mellúszás        | 2:10.77   | 3 Q       | 2:10.03           | 4 Q               | 2:09.28           | 4                 |
| Elliott Keefer | Férfi 200 méteres mellúszás        | 2:13.13   | 18        | Nem jutott tovább | Nem jutott tovább | Nem jutott tovább | Nem jutott tovább |
| Tyler McGill | Férfi 100 méteres pillangóúszás    | 51.76     | 1 Q       | 51.56             | 3 Q               | 51.26             | Bronzérem         |
| Selejtező Garrett Weber-Gale (48.49) Ryan Lochte (48.28) Douglas Robison (48.62) David Walters (48.11) Döntő Michael Phelps (48.08) Garrett Weber-Gale (48.33) Jason Lezak (48.15) Nathan Adrian (47.40)         | Férfi 4 × 100 méteres gyorsváltó   | 3:13.50   | 2 Q       |                   |                   | 3:11.96           | Bronzérem         |
| Selejtező David Walters (1:48.01) Conor Dwyer (1:47.31) Ricky Berens (1:46.99) Peter Vanderkaay (1:46.53) Döntő Michael Phelps (1:45.53) Peter Vanderkaay (1:46.07) Ricky Berens (1:46.51) Ryan Lochte (1:44.56) | Férfi 4 × 200 méteres gyorsváltó   | 7:08.84   | 1 Q       |                   |                   | 7:02.67           | Aranyérem         |
| Selejtező David Plummer (53.97) Eric Shanteau (1:00.13) Tyler McGill (51.00) Garrett Weber-Gale (47.32) Döntő Nick Thoman (53.61) Mark Gangloff (1:00.24) Michael Phelps (50.57) Nathan Adrian (47.64)           | Férfi 4 × 100 méteres vegyes váltó | 3:32.42   | 1 Q       |                   |                   | 3:32.06           | Aranyérem         |

Női
| Versenyző(k) | Esemény                          | Selejtező | Selejtező | Elődöntő          | Elődöntő          | Döntő             | Döntő             |
| Versenyző(k) | Esemény                          | Idő       | Helyezés  | Idő               | Helyezés          | Idő               | Helyezés          |
| --- | -------------------------------- | --------- | --------- | ----------------- | ----------------- | ----------------- | ----------------- |
| Jessica Hardy | Női 50 méteres gyorsúszás        | 24.82     | 1 Q       | 25.00             | 7 Q               | 24.87             | 8                 |
| Jessica Hardy | Női 50 méteres mellúszás         | 30.20     | 1 Q       | 30.40             | 1 Q               | 30.19             | Aranyérem         |
| Amanda Weir | Női 50 méteres gyorsúszás        | 25.11     | 9 Q       | 25.14             | 11                | Nem jutott tovább | Nem jutott tovább |
| Natalie Coughlin | Női 100 méteres gyorsúszás       | 54.72     | 12 Q      | 54.05             | 6 Q               | 54.22             | 8                 |
| Natalie Coughlin | Női 100 méteres hátúszás         | 59.73     | 1 Q       | 59.38             | 1 Q               | 59.15             | Bronzérem         |
| Dana Vollmer | Női 100 méteres gyorsúszás       | 54.24     | 4 Q       | 54.05             | 6 Q               | 54.19             | 7                 |
| Dana Vollmer | Női 50 méteres pillangóúszás     | 25.98     | 3 Q       | 26.32             | 8 Q               | 26.06             | 7                 |
| Dana Vollmer | Női 100 méteres pillangóúszás    | 56.97     | 1 Q       | 56.47             | 1 Q               | 56.87             | Aranyérem         |
| Allison Schmitt | Női 200 méteres gyorsúszás       | 1:56.66   | 1 Q       | 1:57.07           | 8 Q               | 1:56.98           | 6                 |
| Morgan Scroggy | Női 200 méteres gyorsúszás       | 1:59.22   | 20        | Nem jutott tovább | Nem jutott tovább | Nem jutott tovább | Nem jutott tovább |
| Chloe Sutton | Női 400 méteres gyorsúszás       | 4:08.22   | 9         |                   |                   | Nem jutott tovább | Nem jutott tovább |
| Chloe Sutton | Női 800 méteres gyorsúszás       | 8:27.72   | 3 Q       |                   |                   | 8:24.05           | 4                 |
| Chloe Sutton | Női 1500 méteres gyorsúszás      | 16:13.20  | 9         |                   |                   | Nem jutott tovább | Nem jutott tovább |
| Katie Hoff | Női 400 méteres gyorsúszás       | 4:07.93   | 8 Q       |                   |                   | 4:08.22           | 7                 |
| Kate Ziegler | Női 800 méteres gyorsúszás       | 8:28.28   | 4 Q       |                   |                   | 8:23.36           | Bronzérem         |
| Kate Ziegler | Női 1500 méteres gyorsúszás      | 16:02.53  | 3 Q       |                   |                   | 15:55.60          | Ezüstérem         |
| Elizabeth Pelton | Női 50 méteres hátúszás          | 28.35     | 5 Q       | 28.85             | 16                | Nem jutott tovább | Nem jutott tovább |
| Elizabeth Pelton | Női 100 méteres hátúszás         | 1:00.19   | 5 Q       | 1:00.14           | 12                | Nem jutott tovább | Nem jutott tovább |
| Elizabeth Beisel | Női 200 méteres hátúszás         | 2:08.40   | 3 Q       | 2:07.82           | 3 Q               | 2:08.16           | 5                 |
| Elizabeth Beisel | Női 400 méteres vegyesúszás      | 4:34.95   | 1 Q       |                   |                   | 4:31.78           | Aranyérem         |
| Missy Franklin | Női 50 méteres hátúszás          | 28.37     | 6 Q       | 28.14             | 6 Q               | 28.01             | Bronzérem         |
| Missy Franklin | Női 200 méteres hátúszás         | 2:07.71   | 1 Q       | 2:05.90           | 1 Q               | 2:05.10           | Aranyérem         |
| Rebecca Soni | Női 50 méteres mellúszás         | 30.72     | 2 Q       | 30.74             | 2 Q               | 30.58             | Bronzérem         |
| Rebecca Soni | Női 100 méteres mellúszás        | 1:05.54   | 1 Q       | 1:04.91           | 1 Q               | 1:05.05           | Aranyérem         |
| Rebecca Soni | Női 200 méteres mellúszás        | 2:23.30   | 1 Q       | 2:21.03           | 1 Q               | 2:21.47           | Aranyérem         |
| Amanda Beard | Női 100 méteres mellúszás        | 1:08.51   | 14 Q      | 1:08.64           | 15                | Nem jutott tovább | Nem jutott tovább |
| Amanda Beard | Női 200 méteres mellúszás        | 2:26.73   | 4 Q       | 2:25.99           | 11                | Nem jutott tovább | Nem jutott tovább |
| Christine Magnuson | Női 50 méteres pillangóúszás     | 26.20     | 6 Q       | 26.43             | 11                | Nem jutott tovább | Nem jutott tovább |
| Christine Magnuson | Női 100 méteres pillangóúszás    | 58.49     | 10 Q      | 58.59             | 12                | Nem jutott tovább | Nem jutott tovább |
| Kathleen Hersey | Női 200 méteres pillangóúszás    | 2:07.91   | 3 Q       | 2:07.94           | 9                 | Nem jutott tovább | Nem jutott tovább |
| Teresa Crippen | Női 200 méteres pillangóúszás    | 2:08.63   | 10 Q      | 2:09.27           | 14                | Nem jutott tovább | Nem jutott tovább |
| Caitlin Leverenz | Női 200 méteres vegyesúszás      | 2:11.01   | 1 Q       | 2:11.15           | 6 Q               | 2:10.40           | 5                 |
| Caitlin Leverenz | Női 400 méteres vegyesúszás      | 4:36.78   | 3 Q       |                   |                   | 4:38.80           | 8                 |
| Ariana Kukors | Női 200 méteres vegyesúszás      | 2:11.84   | 6 Q       | 2:09.83           | 2 Q               | 2:09.12           | Bronzérem         |
| Selejtező Amanda Weir (54.35) Missy Franklin (53.57) Kara Lynn Joyce (54.10) Jessica Hardy (53.62) Döntő Natalie Coughlin (54.09) Missy Franklin (52.99) Jessica Hardy (54.12) Dana Vollmer (53.27)           | Női 4 × 100 méteres gyorsváltó   | 3:35.64   | 1 Q       |                   |                   | 3:34.47           | Ezüstérem         |
| Selejtező Missy Franklin (1:56.98) Katie Hoff (1:57.01) Jasmine Tosky (1:59.20) Dagny Knutson (1:57.27) Döntő Missy Franklin (1:55.06) Dagny Knutson (1:57.18) Katie Hoff (1:57.41) Allison Schmitt (1:56.49) | Női 4 × 200 méteres gyorsváltó   | 7:50.46   | 1 Q       |                   |                   | 7:46.14           | Aranyérem         |
| Selejtező Elizabeth Pelton (1:00.19) Rebecca Soni (1:04.97) Christine Magnuson (57.54) Amanda Weir (54.25) Döntő Natalie Coughlin (59.12) Rebecca Soni (1:04.71) Dana Vollmer (55.74) Missy Franklin (52.79)  | Női 4 × 100 méteres vegyes váltó | 3:56.95   | 1 Q       |                   |                   | 3:52.36           | Aranyérem         |

## Szinkronúszás
Női
| Versenyző(k) | Esemény               | Selejtező | Selejtező | Döntő  | Döntő    |
| Versenyző(k) | Esemény               | Pont      | Helyezés  | Pont   | Helyezés |
| --- | --------------------- | --------- | --------- | ------ | -------- |
| Mary Killman | Egyéni rövid program  | 87.700    | 10 Q      | 87.100 | 11       |
| Mary Killman Lyssa Wallace                                                                                        | Páros rövid program   | 89.000    | 8 Q       | 88.500 | 9        |
| Mary Killman Lyssa Wallace                                                                                        | Páros szabad program  | 87.970    | 10 Q      | 86.190 | 11       |
| Morgan Fuller Megan Hansley Mary Killman Maria Koroleva Michelle Moore Leah Pinette Lyssa Wallace Alison Williams | Csapat rövid program  | 88.100    | 9 Q       | 87.900 | 9        |
| Morgan Fuller Megan Hansley Mary Killman Michelle Moore Leah Pinette Lyssa Wallace Katy Wiita Alison Williams     | Csapat szabad program | 87.780    | 9 Q       | 86.800 | 10       |

Tartalék
- Heidi Homma

## Vízilabda

### Férfi
Csapattagok
- Merill Moses
- Peter Varellas
- Peter Hudnut
- Jeffery Powers
- Adam Wright
- Brain Alexander
- Ronald Beaubien
- Anthony Azevedo – kapitány
- Timothy Hutten
- Jesse Smith
- Shea Buckner
- Andrew Stevens

#### D csoport
| Csapat           | M | Gy | D | V | G+ | G– | Gk  | P |
| ---------------- | - | -- | - | - | -- | -- | --- | - |
| Olaszország      | 3 | 3  | 0 | 0 | 32 | 12 | +20 | 6 |
| Németország      | 3 | 2  | 0 | 1 | 31 | 22 | +9  | 4 |
| Egyesült Államok | 3 | 1  | 0 | 2 | 32 | 20 | +12 | 2 |
| Dél-Afrika       | 3 | 0  | 0 | 3 | 12 | 53 | –41 | 0 |

| 2011. július 18. 18:20 | Egyesült Államok     | 7 – 9       | Németország | Sanghaj Nézőszám: 800 Játékvezetők: Brgulian (MNE), Stavridis (GRE) |
| 2011. július 18. 18:20 | (0–4, 2–2, 4–1, 1–2) |             |             | Sanghaj Nézőszám: 800 Játékvezetők: Brgulian (MNE), Stavridis (GRE) |
| 2011. július 18. 18:20 | Azevedo 2            | Jegyzőkönyv | Oeler 3     | Sanghaj Nézőszám: 800 Játékvezetők: Brgulian (MNE), Stavridis (GRE) |

| 2011. július 20. 17:00 | Egyesült Államok     | 5 – 8       | Olaszország     | Sanghaj Nézőszám: 650 Játékvezetők: Margeta (SLO), Tulga (TUR) |
| 2011. július 20. 17:00 | (1–2, 1–2, 1–3, 2–1) |             |                 | Sanghaj Nézőszám: 650 Játékvezetők: Margeta (SLO), Tulga (TUR) |
| 2011. július 20. 17:00 | Alexander 2          | Jegyzőkönyv | Gitto, Felugo 2 | Sanghaj Nézőszám: 650 Játékvezetők: Margeta (SLO), Tulga (TUR) |

| 2011. július 22. 12:10 | Egyesült Államok     | 20 – 3      | Dél-Afrika      | Sanghaj Nézőszám: 450 Játékvezetők: Reemnet (NED), Menendez (CUB) |
| 2011. július 22. 12:10 | (5–0, 4–1, 5–0, 6–2) |             |                 | Sanghaj Nézőszám: 450 Játékvezetők: Reemnet (NED), Menendez (CUB) |
| 2011. július 22. 12:10 | Azevedo 5            | Jegyzőkönyv | három játékos 1 | Sanghaj Nézőszám: 450 Játékvezetők: Reemnet (NED), Menendez (CUB) |

#### A negyeddöntőbe jutásért
| 29. mérkőzés 2011. július 24. 16:50 | Kanada               | 4 – 17      | Egyesült Államok | Sanghaj Nézőszám: 800 Játékvezetők: Ciric (SRB), Korzyna (POL) |
| 29. mérkőzés 2011. július 24. 16:50 | (2–5, 0–6, 2–4, 0–2) |             |                  | Sanghaj Nézőszám: 800 Játékvezetők: Ciric (SRB), Korzyna (POL) |
| 29. mérkőzés 2011. július 24. 16:50 | Diggle 2             | Jegyzőkönyv | négy játékos 3   | Sanghaj Nézőszám: 800 Játékvezetők: Ciric (SRB), Korzyna (POL) |

#### Negyeddöntő
| 35. mérkőzés 2011. július 26. 14:00 | Magyarország         | 9 – 8       | Egyesült Államok   | Sanghaj Nézőszám: 450 Játékvezetők: Koryzna (POL), Flahive (AUS) |
| 35. mérkőzés 2011. július 26. 14:00 | (1–3, 3–2, 3–2, 2–1) |             |                    | Sanghaj Nézőszám: 450 Játékvezetők: Koryzna (POL), Flahive (AUS) |
| 35. mérkőzés 2011. július 26. 14:00 | három játékos 2      | Jegyzőkönyv | Varellas, Bailey 3 | Sanghaj Nézőszám: 450 Játékvezetők: Koryzna (POL), Flahive (AUS) |

#### Az 5–8. helyért
| 41. mérkőzés 2011. július 28. 12:10 | Egyesült Államok     | 9 – 8       | Németország                        | Sanghaj Nézőszám: 350 Játékvezetők: Caputi (ITA), Menendez (CUB) |
| 41. mérkőzés 2011. július 28. 12:10 | (4–2, 4–2, 0–2, 1–2) |             |                                    | Sanghaj Nézőszám: 350 Játékvezetők: Caputi (ITA), Menendez (CUB) |
| 41. mérkőzés 2011. július 28. 12:10 | Bailey 2             | Jegyzőkönyv | Kreuzmann, Moritz Benedikt Oeler 2 | Sanghaj Nézőszám: 350 Játékvezetők: Caputi (ITA), Menendez (CUB) |

#### Az 5. helyért
| 46. mérkőzés 2011. július 30. 10:55 | Egyesült Államok     | 10 – 11     | Spanyolország               | Sanghaj Nézőszám: 350 Játékvezetők: Ciric (SRB), Flahive (AUS) |
| 46. mérkőzés 2011. július 30. 10:55 | (0–4, 3–2, 3–2, 4–3) |             |                             | Sanghaj Nézőszám: 350 Játékvezetők: Ciric (SRB), Flahive (AUS) |
| 46. mérkőzés 2011. július 30. 10:55 | Varellas 3           | Jegyzőkönyv | Molina Rios, Perez Vargas 3 | Sanghaj Nézőszám: 350 Játékvezetők: Ciric (SRB), Flahive (AUS) |

### Női
Csapattagok
- Elizabeth Anne Armstrong
- Heather Danielle Petri
- Melissa Jon Seidemann
- Brenda Villa
- Lauren Ashley Wenger
- Margaret Ann Steffens
- Courtney Mathewson
- Jessica Marie Steffens
- Elsie Ann Windes
- Kelly Kristen Rulon
- Annika Madsen Dries
- Kameryn Louise Craig
- Tumuaialii Anae

#### A csoport
| Csapat           | M | Gy | D | V | G+ | G– | Gk  | P |
| ---------------- | - | -- | - | - | -- | -- | --- | - |
| Egyesült Államok | 3 | 2  | 1 | 0 | 37 | 18 | +19 | 5 |
| Hollandia        | 3 | 1  | 2 | 0 | 29 | 19 | +10 | 4 |
| Magyarország     | 3 | 1  | 1 | 1 | 37 | 31 | +6  | 3 |
| Kazahsztán       | 3 | 0  | 0 | 3 | 13 | 48 | −35 | 0 |

| 2011. július 17. 09:30 | Hollandia            | 7 – 7       | Egyesült Államok | Sanghaj Nézőszám: 700 Játékvezetők: Caputi (ITA), Margeta (SLO) |
| 2011. július 17. 09:30 | (1–1, 2–2, 3–2, 1–2) |             |                  | Sanghaj Nézőszám: 700 Játékvezetők: Caputi (ITA), Margeta (SLO) |
| 2011. július 17. 09:30 | Vermeer 3            | Jegyzőkönyv | Wenger 3         | Sanghaj Nézőszám: 700 Játékvezetők: Caputi (ITA), Margeta (SLO) |

| 2011. július 19. 18:20 | Magyarország         | 7 – 16      | Egyesült Államok | Sanghaj Nézőszám: 650 Játékvezetők: Bock (GER), Naumov (RUS) |
| 2011. július 19. 18:20 | (2–3, 2–4, 3–5, 0–4) |             |                  | Sanghaj Nézőszám: 650 Játékvezetők: Bock (GER), Naumov (RUS) |
| 2011. július 19. 18:20 | Szűcs 3              | Jegyzőkönyv | Mathewson 3      | Sanghaj Nézőszám: 650 Játékvezetők: Bock (GER), Naumov (RUS) |

| 2011. július 21. 17:00 | Kazahsztán           | 4 – 14      | Egyesült Államok | Sanghaj Nézőszám: 600 Játékvezetők: Ciric (SRB), Menendez (CUB) |
| 2011. július 21. 17:00 | (3–4, 0–4, 0–4, 1–2) |             |                  | Sanghaj Nézőszám: 600 Játékvezetők: Ciric (SRB), Menendez (CUB) |
| 2011. július 21. 17:00 | Csebotova 2          | Jegyzőkönyv | Dries, Craig 3   | Sanghaj Nézőszám: 600 Játékvezetők: Ciric (SRB), Menendez (CUB) |

#### Negyeddöntő
| 35. mérkőzés 2011. július 25. 14:00 | Egyesült Államok     | 7 – 9       | Oroszország  | Sanghaj Nézőszám: 450 Játékvezetők: Tulga (TUR), Bock (GER) |
| 35. mérkőzés 2011. július 25. 14:00 | (2–0, 3–2, 1–5, 1–2) |             |              | Sanghaj Nézőszám: 450 Játékvezetők: Tulga (TUR), Bock (GER) |
| 35. mérkőzés 2011. július 25. 14:00 | Seidemann, Wenger 2  | Jegyzőkönyv | Prokofjeva 5 | Sanghaj Nézőszám: 450 Játékvezetők: Tulga (TUR), Bock (GER) |

#### Az 5–8. helyért
| 41. mérkőzés 2011. július 27. 12:10 | Egyesült Államok     | 8 – 4       | Kanada   | Sanghaj Nézőszám: 250 Játékvezetők: Naumov (RUS), Menendez (CUB) |
| 41. mérkőzés 2011. július 27. 12:10 | (2–2, 2–0, 2–1, 2–1) |             |          | Sanghaj Nézőszám: 250 Játékvezetők: Naumov (RUS), Menendez (CUB) |
| 41. mérkőzés 2011. július 27. 12:10 | Petri 2              | Jegyzőkönyv | Csikos 2 | Sanghaj Nézőszám: 250 Játékvezetők: Naumov (RUS), Menendez (CUB) |

#### Az 5. helyért
| 46. mérkőzés 2011. július 29. 10:55 | Egyesült Államok     | 5 – 10      | Ausztrália | Sanghaj Nézőszám: 250 Játékvezetők: Deslieres (CAN), Peris (CRO) |
| 46. mérkőzés 2011. július 29. 10:55 | (2–1, 0–4, 2–4, 1–1) |             |            | Sanghaj Nézőszám: 250 Játékvezetők: Deslieres (CAN), Peris (CRO) |
| 46. mérkőzés 2011. július 29. 10:55 | Villa, Dries 2       | Jegyzőkönyv | Knox 4     | Sanghaj Nézőszám: 250 Játékvezetők: Deslieres (CAN), Peris (CRO) |